# デレン湖
座標: 北緯61度51分 東経16度42分 / 北緯61.850度 東経16.700度

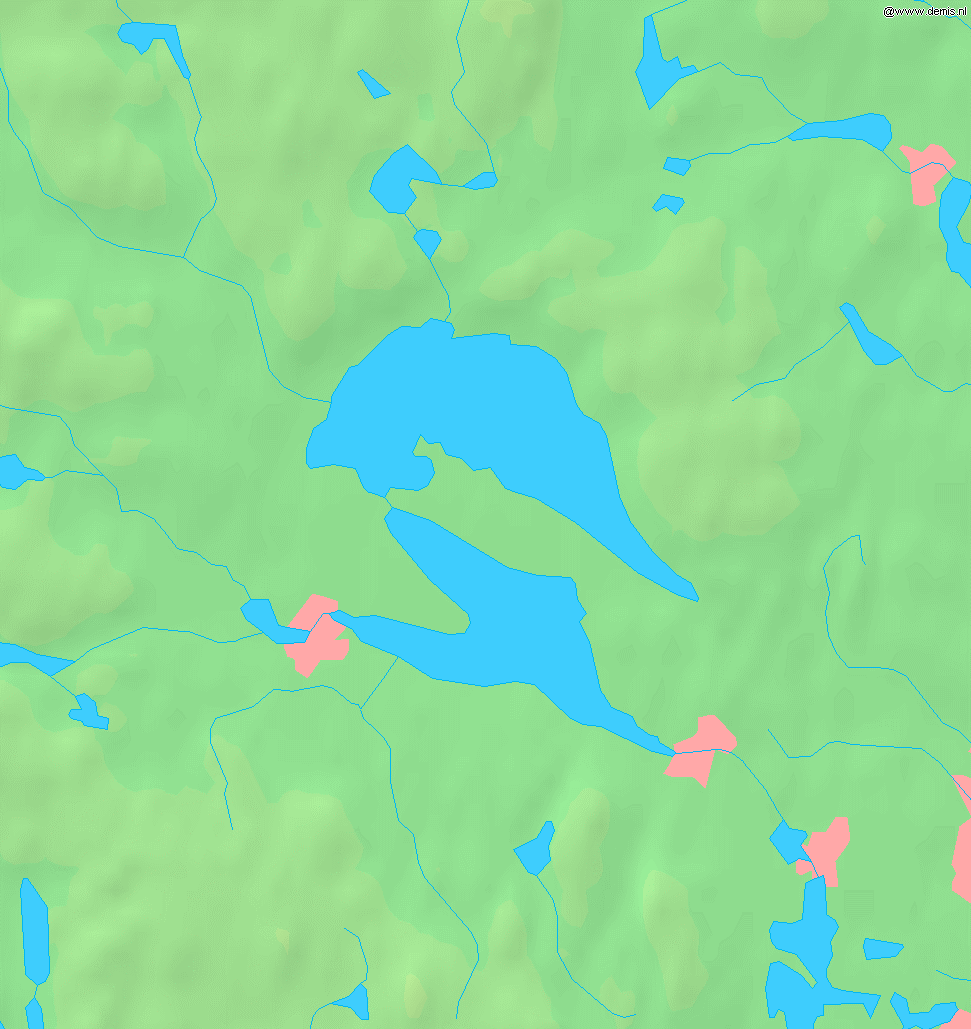
デレン湖

デレン湖（Dellen）はスウェーデンのヘルシングランド地方の湖である。2つの湖からなり、それぞれ北デレン湖と南デレン湖である。8900万年前に隕石落下によってつくられた隕石クレーターである。
南デレン湖の面積は52 km2、水量は12.26億m3、北デレン湖の面積は82 km2、水量は14.89億m3であり、2つの湖は短い水路でつながっており、2つの湖の面積をあわせるとスウェーデンで18番目の大きさの湖である。
この湖は、白亜紀後期の89.0 ± 2.7Maの隕石衝突で造られ、衝突したクレーターは19kmの直径であったと推定された。衝突の結果生成されたデレナイト(Dellenite)がこの地方で見つかる。
小惑星(7704)デレンはこの湖の名前から命名された。